# Sergio II di Napoli
Sergio II di Napoli (... – Roma, ...; fl. IX secolo) fu duca di Napoli dall'870 all'877.
In lotta col fratello Atanasio, fu da questi catturato, accecato, incatenato e spedito a Roma dove fu giustiziato.

## Biografia
Sergio successe al padre Gregorio III alla guida del ducato di Napoli nell'870.
In quegli anni era divenuta drastica la contrapposizione tra il potere ducale e la Chiesa napoletana guidata dal vescovo Atanasio, zio del duca: dopo varie razzie perpetrate dagli uomini di Sergio II, il vescovo emise una scomunica contro chiunque avesse tentato rubare il tesoro della cattedrale. 
A seguito di ciò, Sergio II fece incarcerare il prelato che, condannato all'esilio, morì dopo 21 mesi di cattività (fatto santo, Atanasio sarebbe diventato il copatrono di Napoli).
Sergio tollerava disinvoltamente che la zona costiera a poche miglia dalle mura di Napoli, fra le attuali città di San Giorgio e Portici, fosse occupata da saraceni, con i quali aveva anzi stretto un'alleanza in chiave anti-longobarda, esigendo in cambio una gabella sui saccheggi.
Nell'871, dopo che l'imperatore Ludovico II il Giovane aveva notevolmente aumentato il suo potere e il prestigio sottraendo Bari ai Saraceni, Sergio si alleò con Guaiferio di Salerno, Lamberto di Spoleto e Adelchi di Benevento, entrando in aperta rivolta contro l'imperatore. I Saraceni, tuttavia, sbarcarono con nuove forze e attaccarono Salerno.
Papa Giovanni VIII cercava aiuto, per difendere Roma e il Lazio dalle scorrerie dei Saraceni: venuta a mancare il sostegno del nuovo imperatore, l'imbelle Carlo il Calvo, il papa, dopo aver fortificato Roma e presidiato Ostia (l'avamposto militare prese il nome di "Giovannopoli", convocò nell'877 a Traetto il principe di Salerno Guaiferio e i duchi Pulcario di Amalfi, Landolfo di Capua, Docibile di Gaeta e Sergio II di Napoli, cioè le principali autorità politiche delle zone più minacciate dalle invasioni degli arabi (alcune di esse erano state anche occupate), con l'intento di creare una lega comune per porre fine alle scorribande: solo Guaifiero e Pulcario si allearono con il pontefice (dietro pagamento di denaro), in quanto Sergio II aveva forti legami commerciali con i saraceni.
Con le forze che riuscì a raccogliere, Papa Giovanni VIII si mise lui stesso alla testa di una flotta che batté, sempre nell'877 e al largo di Capo Circeo, una flotta musulmana e poté quindi vendicarsi di Sergio, incitando alla ribellione il vescovo di Napoli e fratello del duca, Atanasio. Atanasio fece cavare gli occhi a Sergio e lo mandò a Roma presso papa Giovanni VIII, che lo mise in carcere fino alla morte.
Gli successe nel ducato il fratello Atanasio.